# Дембяни (Куявсько-Поморське воєводство)
Дембяни (пол. Dębiany, нім. Eichelgrund) — село в Польщі, у гміні Рипін Рипінського повіту Куявсько-Поморського воєводства.
Населення — 236 осіб (2011).
У 1975-1998 роках село належало до Влоцлавського воєводства.

## Демографія
Демографічна структура станом на 31 березня 2011 року:
|          | Загалом | Допрацездатний вік | Працездатний вік | Постпрацездатний вік |
| -------- | ------- | ------------------ | ---------------- | -------------------- |
| Чоловіки | 121     | 28                 | 78               | 15                   |
| Жінки    | 115     | 27                 | 55               | 33                   |
| Разом    | 236     | 55                 | 133              | 48                   |